# Dorfkirche Kambs

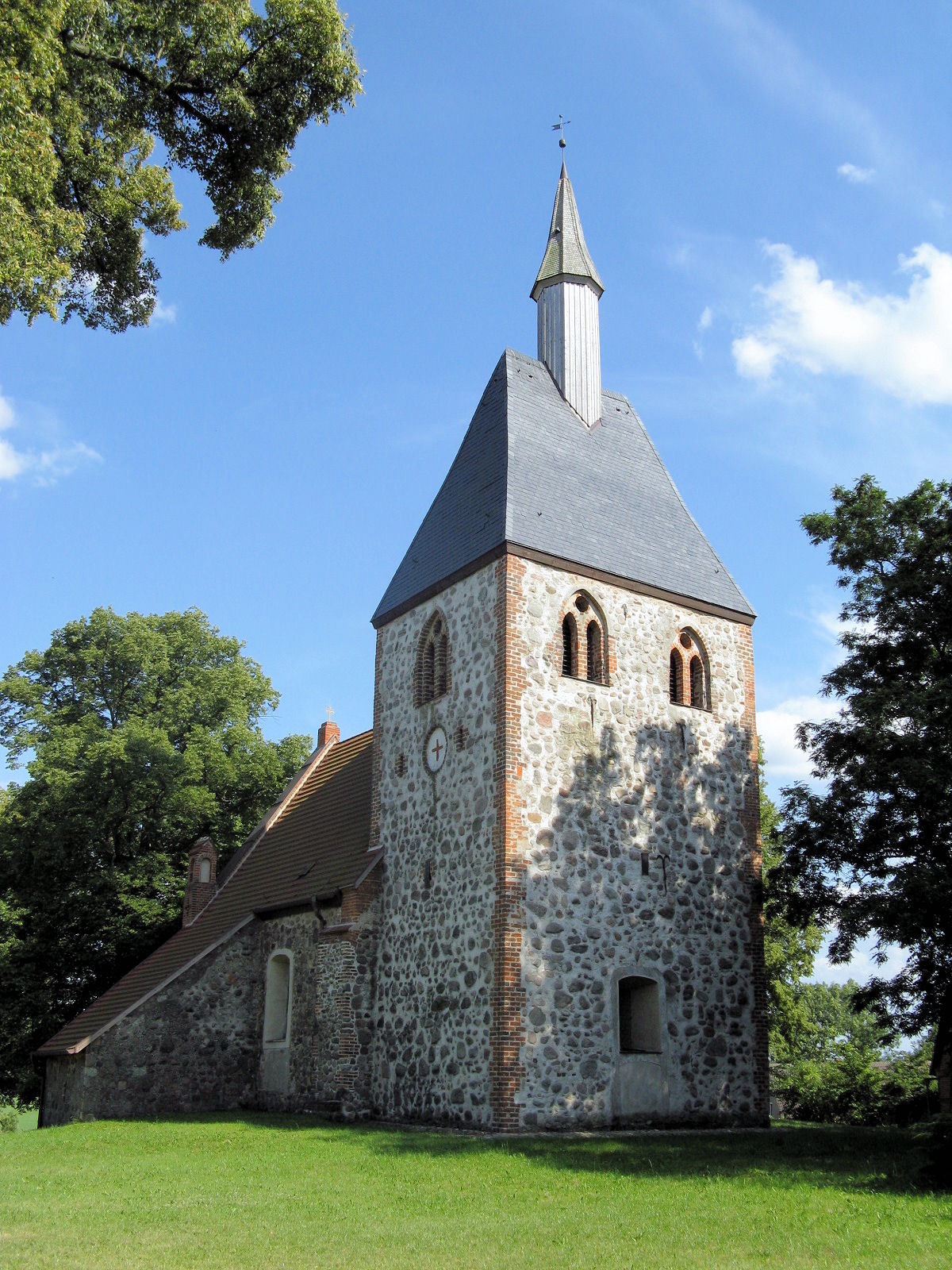
Dorfkirche in Kambs

Die Dorfkirche in Kambs im Landkreis Mecklenburgische Seenplatte in Mecklenburg-Vorpommern ist eine historische Feldsteinkirche aus dem 13. Jahrhundert. Die Kirche gehört zur Kirchengemeinde Kieve-Wredenhagen der Propstei Neustrelitz der Evangelisch-Lutherischen Kirche in Norddeutschland (Nordkirche).
Die Kirche wurde als ursprünglich gewölbter Feldsteinbau in der zweiten Hälfte des 13. Jahrhunderts errichtet, im frühen 14. Jahrhundert wurde der sich über die Breite des Kirchenschiffs erstreckende, rechteckige Westturm ergänzt, danach die mit einem Staffelgiebel versehene Vorhalle an der Südseite. Nach Norden ist außerdem eine Sakristei angebaut, in deren Mauerwerk zwei Hagioskope erhalten sind. Der aus Backstein gemauerte Ostgiebel sowie der hölzerne Dachreiter auf dem Walmdach des Turms wurden im 19. Jahrhundert erneuert.
In der Kirche befindet sich ein Schnitzaltar aus dem frühen 16. Jahrhundert, der im Schrein eine vielfigurige Kreuzigungsgruppe und in den Flügeln acht Heiligenfiguren zeigt. Der Altar stammt ursprünglich aus Karchow. Die Kanzel der Kirche wurde 1669 vollendet. Zur Ausstattung zählt außerdem eine 1708 bei Ernst Siebenbaum in Rostock gegossene Glocke.

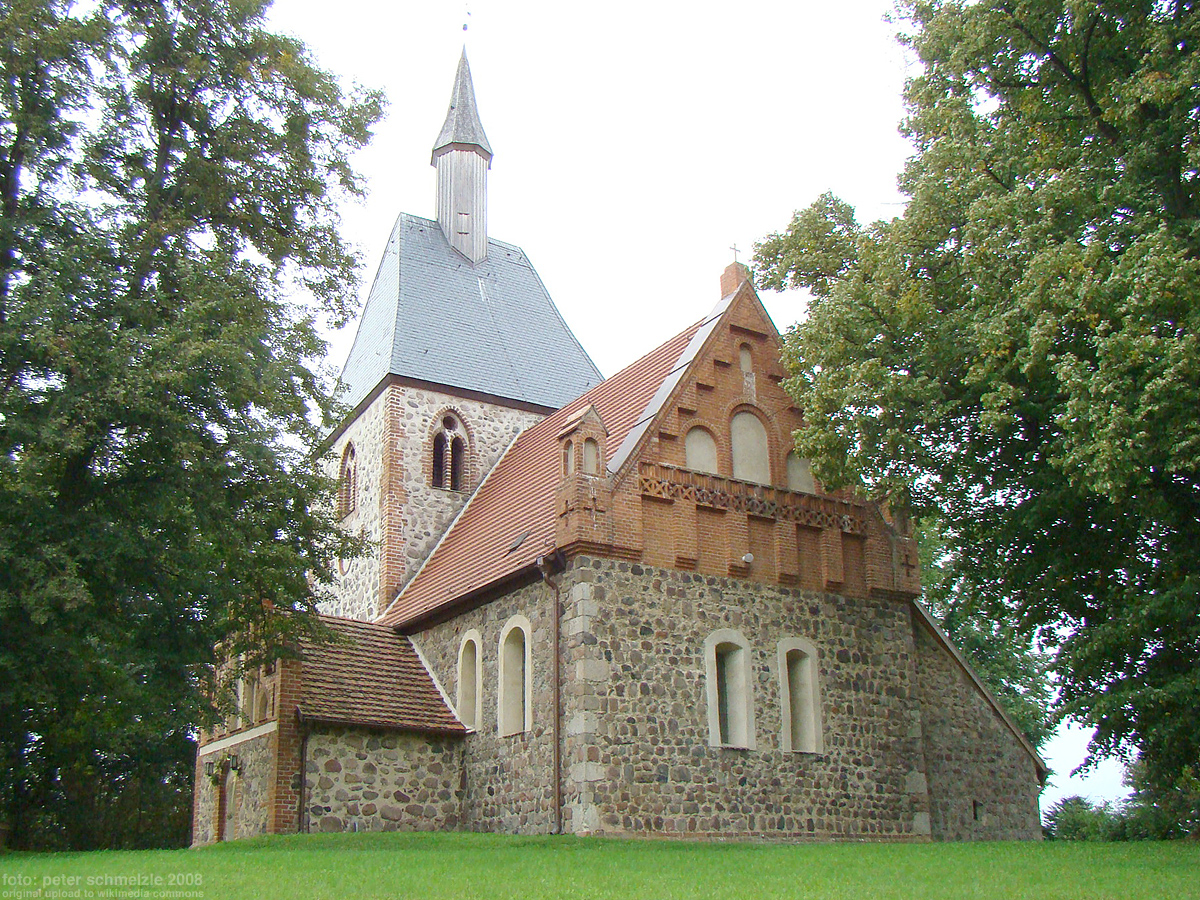
Dorfkirche in Kambs
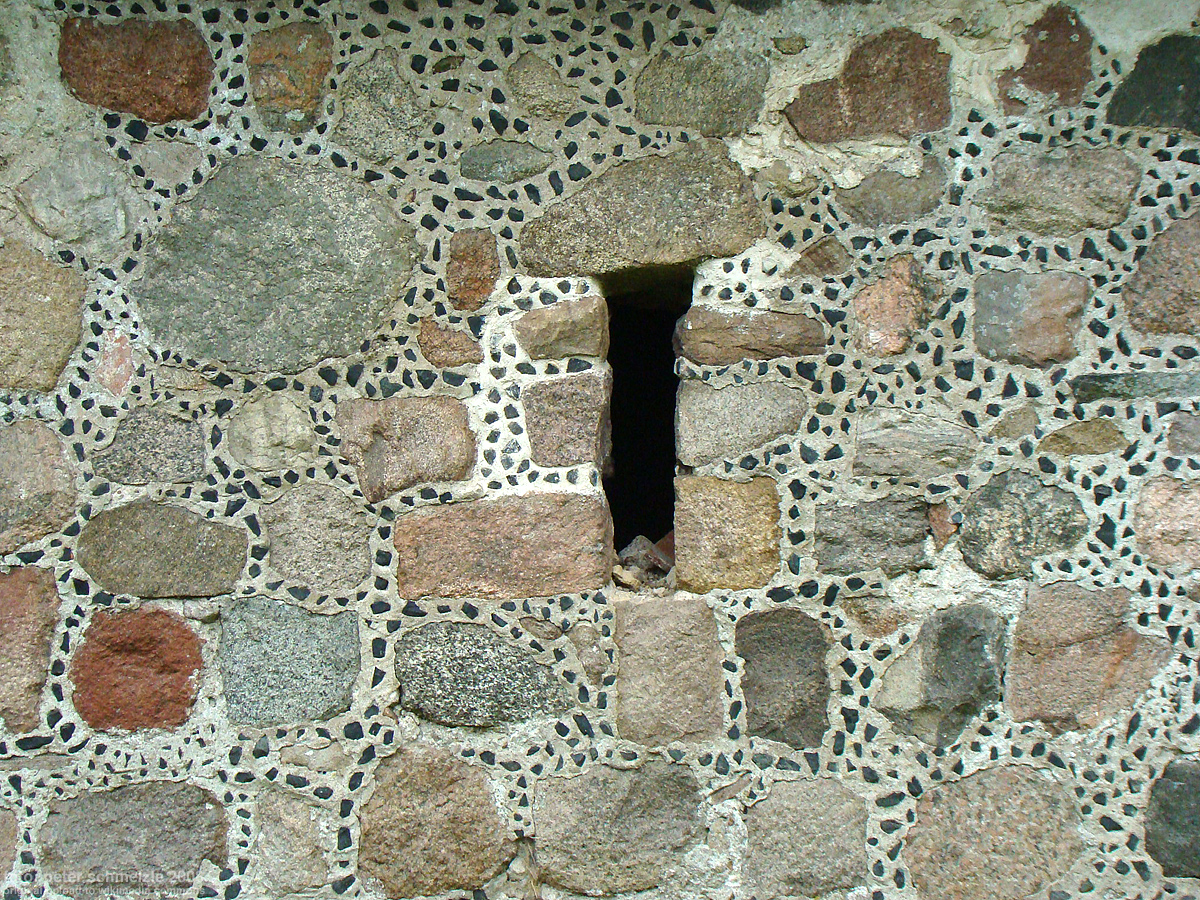
Mauerwerksdetail an der Sakristei mit einem Hagioskop